# 丙酮醛
丙酮醛也称为甲基乙二醛（英語：Methylglyoxal，缩写MGO）是结构式为CH3C(O)CHO的有机化合物，是最简单的酮醛，可看作丙酮酸的还原产物，和糖尿病有关。